# 4 juin 1925
Le jeudi 4 juin 1925 est le 155e jour de l'année 1925.

## Naissances
- Antonio Puchades (mort le 24 mai 2013), footballeur espagnol
- Ion Lazarevich Degen (mort le 28 avril 2017), tankiste, médecin et écrivain soviétique puis israélien
- Joe Hale, artiste de layout pour l'animation américain
- Nicomedes Santa Cruz (mort le 5 février 1992), poète et musicien péruvien
- Romain Bruno Légaré, religieux canadien

## Décès
- Bruce Ridpath (né le 2 juin 1884), joueur professionnel canadien de hockey sur glace
- Gheorghe Dima (né le 28 décembre 1847), compositeur et chef d'orchestre roumain
- Pierre Louÿs (né le 10 décembre 1870), poète et romancier français